# 灰吸口魚
灰吸口魚（學名：Moxostoma congestum），為輻鰭魚綱鯉形目亞口魚科的其中一種，為溫帶淡水魚，分布於北美洲美國淡水流域，體長可達65公分，棲息在中小型河川、深潭及湖泊，生活習性不明。